# Tatsuya Anzai
Tatsuya Anzai (安在 達弥 Anzai Tatsuya?, Tokio, 9 de mayo de 1996) es un futbolista japonés que juega como defensa en el Azul Claro Numazu.

## Trayectoria
En 2019 se unió al Tokyo Verdy de la J2 League.

## Clubes
| Club                       | País  | Año       |
| -------------------------- | ----- | --------- |
| Tokyo Verdy                | Japón | 2019-2021 |
| Azul Claro Numazu (cedido) | Japón | 2020-2021 |
| Azul Claro Numazu          | Japón | 2022-     |